# Proof (numismatică)
Proof (din sintagma engleză proof coinage, „emisiune monetară demonstrativă”), în numismatică, desemnează calitatea care caracterizează o monedă al cărei relief mat contrastează cu fondul / câmpul lucios ca o oglindă. Calitatea „proof” are corespondenți în engleză PRF (Proof), în franceză Belle épreuve (sau BE), în germană PP (Polierte Platte, Spiegelglanz). În Elveția se folosește termenul de „Flan Bruni” (FB) pentru a o desemna.

## Fabricarea

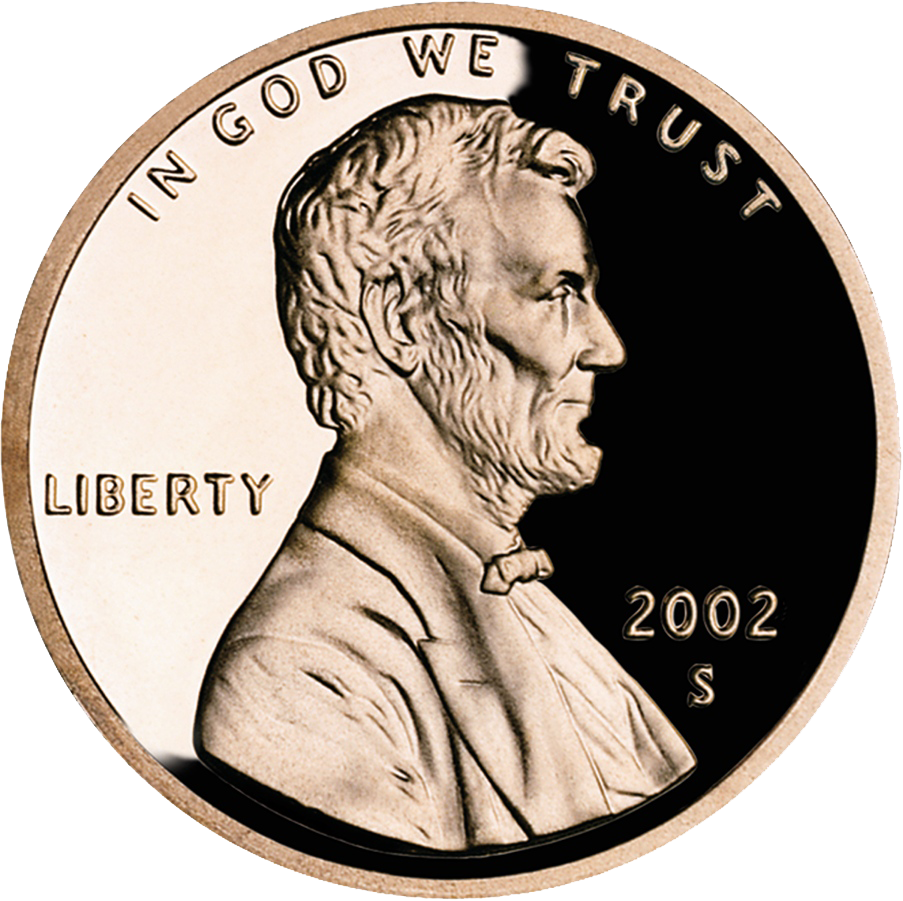
Monedă de calitate proof emisă de Statele Unite ale Americii, în anul 2002, cu valoarea nominală de 1 cent (avers).

Este o batere specială realizată cu matrițe noi, preselecționate sau prelucrate special, și cu un utilaj de batere de asemenea nou. În cea mai mare parte din ateliere, aceste piese sunt bătute una câte una de un monetar care controlează calitatea fiecărei piese după batere.
După batere piesa este manipulată cu grijă și închisă într-un ambalaj sigilat, sub vid de aer, de obicei într-o capsulă de metacrilat transparent; este nivelul cel mai înalt de perfecțiune și de conservare în numismatică.

## Istoric
După 2002 institutele europene de profil bat, cele mai multe dintre ele, în atenția colecționarilor, monede de calitatea proof; doar Grecia a bătut primele monede de calitate proof abia în 2011.

### În România
În România, primele monede de calitate proof au fost emise de BNR în anul 1996, pentru a comemora Campionatul European de Fotbal din Anglia și Jocurile Olimpice de vară de la Atlanta, Statele Unite ale Americii.

### În Franța
În Franța, monede de calitate „Belle Épreuve” (Proof) emise în franci francezi există din 1991. Ele au înlocuit monedele de calitate Fleurs de coin.